# Анатомічна термінологія розташування
Анатомічна термінологія слугує для точного опису розташування частин тіла, органів і інших анатомічних утворень в просторі і відносно один до одного в анатомії людини та інших тварин з білатеральним типом симетрії тіла використовується ряд термінів. Причому, в анатомії людини є ряд термінологічних особливостей, що описуються тут і в окремій статті.

## Використовувані терміни
Терміни, що описують положення щодо центру мас і поздовжньої осі тіла або виросту тіла:
- Абаксиальний (антонім: адаксиальний) — розташований далі від осі.
- Адаксиальний (антонім: абаксиальний) — розташований ближче до осі.
- Апікальний (антонім: базальний) — розташований при вершині.
- Базальний (антонім: апікальний) — розташований при основі.
- Латеральний (антонім: медіальний) — бічний/з боку.
- Медіальний (антонім: латеральний) — близький до серединного. Наприклад: потовщення грудного відділу розташоване медіальніше правої руки.
- Дистальний (антонім: проксимальний) — далекий. Наприклад: зап'ястя розташоване дистальніше плечевого суглобу.
- Проксимальний (антонім: дистальний) — ближній. Розташований ближче до середини площин тіла (центру). Наприклад: лікоть локалізується більш проксимально, ніж фаланги пальців. Інші значення: Наближений (про аналіз). Найближчий, сусідній, безпосередній (про причину).

Терміни, що описують положення щодо основних частин тіла:
- Аборальний (антонім: адоральний) — розташований на полюсі тіла протилежному роту.
- Адоральний (антонім: аборальний) — розташований поблизу рота.
- Вентральний (антонім: дорсальний) — черевний/передній.
- Дорсальний (антонім: вентральний) — спинний/задній.
- Каудальний (антонім: краніальний) — хвостовий, що розташовується ближче до хвоста або до заднього кінця тіла.
- Краніальний (антонім: каудальний) — головний, що розташовується ближче до голови або до переднього кінця тіла.

Основні площини і розрізи:
- Сагітальний — розріз, за якого тіло (чи орган) поділено на дві частини: ліву (лат. sinister) та праву (лат. dexter).
- Парасагітальний — розріз, що йде паралельно площині двосторонньої симетрії тіла.
- Фронтальний — розріз, за якого тіло поділено на дві частини: передня/черевна (anterior/ventralis) і задня/спинна (posterior/dorsalis).
- Аксіальний/поперечний — розріз, за якого тіло розділене на дві частини: верхню/головну (superior/cranialis) та нижню/хвостову (inferior/caudatus).

Шляхи введення лікарських препаратів:
- перорально — через рот
- сублінгвально — під язик
- трансбукально — через щоку
- ректально (інтраректально) — через пряму кишку (розм. через анальний отвір)
- парентерально — через шлунково-кишковий тракт (не через рот)
- трансрадермально — через шкіру
- інтрадермально — внутрішньошкірно
- підшкірно
- внутрішньосудинно:
  - внутрішньовенно, довенно
  - внутрішньоартеріально
  - ендолімфатично
- внутрішньом'язово
- внутрішньокістково (інтракостально)

## Напрямки
У тварин зазвичай на одному кінці тіла розташовується голова, а на протилежному — хвіст. Головний кінець в анатомії іменують краніальним, cranialis (cranium — череп), а хвостовий зветься каудальним, caudalis (від cauda — «хвіст»). На самій же голові орієнтуються на ніс тварини, і напрямок до його кінчика називають ростральним, rostralis (від rostrum — «дзьоб», «ніс»). «Ростральний» описує ознаку яка стосується дзьоба (рострума), чи яка має відношення до голови або передньої частини тіла, в напрямку рострума. Зазвичай є синонімом до слова «передній», але не завжди. У описі особливостей людської голови, наприклад, термін «передній» є неоднозначним а «краніальний» (у напрямку до голови) є безглуздий, тому на заміну використовується «ростральний». Відповідно не можна використовувати термін «каудальний» (у напрямку до хвоста) для позначення протилежного напрямку. «Ростральний» призначений для структур голови, і тут немає ніякого хвоста. Термін «потиличний», можливо, був би точнішим, але він практично не використовується.
Поверхня або сторона тіла тварини, спрямована догори, проти сили тяжіння, називається дорсальною, dorsalis (від dorsum — «спина»), а протилежна сторона тіла, що виявляється найбільше близько до землі, коли тварина знаходиться в природному положенні, тобто ходить, літає або плаває, — вентральною, ventralis (venter — живіт). Наприклад, спинний плавець дельфіна розташований дорсально, а вим'я в корови на вентральній стороні.
Для кінцівок справедливі поняття: проксимальний, proximalis, — для точки ближчої до тулуба, і дистальний, distalis, — для віддаленої точки. Ті ж терміни для внутрішніх органів означають віддаленя від місця початку даного органа (наприклад: «дистальний відрізок худої кишки»).
Права, dexter, і ліва, sinister, сторони позначаються, як вони могли б представлятися з погляду досліджуваної тварини. Термін гомолатеральний, рідше іпсилатеральний позначає розташування на тій же стороні, а контрлатеральний — розташований на протилежній стороні. Білатерально — означає розташування по обох сторонах.

### Застосування в анатомії людини
Всі описи в анатомії людини засновані на переконанні, що тіло знаходиться в позиції анатомічної стійки, тобто людина стоїть прямо, руки опущені, долоні звернені вперед.
Ділянки розташовані ближче до голови, називаються верхніми; далі — нижніми. Верхній, superior, відповідає поняттю краніальний, а нижній, inferior, — поняттю каудальний.
Передній, anterior, і задній, posterior, відповідають поняттям вентральний і дорсальний. Причому, терміни передній і задній стосовно чотириногих тварин некоректні, варто вживати поняття краніальний і каудальний.

## Позначення напрямків
Утворення, що лежать ближче до серединної площини — медіальні, medialis, а розташовані далі — латеральні, lateralis. Утворення, розташовані на серединній площині називають серединними, medianus. Наприклад, щока розташовується латеральніше за крило носа, а кінчик носа — серединна структура. Якщо орган лежить між двома сусідніми утвореннями, його називають проміжним, intermedius.
Утворення, розташовані ближче до тулуба будуть проксимальними стосовно віддаленіших, дистальних. Ці поняття справедливі також і при описі органів. Наприклад, дистальний кінець сечовода проникає в сечовий міхур.
Центральний —, що знаходиться в центрі тіла або анатомічної області;

периферичний — зовнішній, віддалений від центра.
При описі положення органів, що залягають на різній глибині, використовують терміни: глибокий, profundus, і поверхневий, superficialis.
Поняття зовнішній, externus, і внутрішній, internus, використовують при описі положення структур стосовно різних порожнин тіла.
Терміном вісцеральний, visceralis (viscerus — внутрішність) позначають приналежність і близьке розташування з яким-небудь органом. А паріетальний, parietalis (paries — стінка), — означає таки, що має відношення до якої-небудь стінки. Наприклад, вісцеральна плевра покриває легені, у той час як паріетальная плевра покриває внутрішню поверхню грудної стінки.

### Позначення напрямків на кінцівках
Поверхня верхньої кінцівки щодо долоні позначають терміном palmaris — долонний, а нижньої кінцівки щодо підошви — plantaris — підошовний.
Край передпліччя з боку променевої кісти називають променевим, radialis, а з боку ліктьової кістки — ліктьовим, ulnaris. На гомілці край, де розташовується великогомілкова кістка, називається великогомілковим, tibialis, а протилежний край, де лежить малогомілкова кістка — малогомілковим, fibularis.

## Площини
В анатомії тварин і людини прийняте поняття про основні проєкційні площини.
- Вертикальна площина розділяє тіло на ліву і праву частини;
- фронтальна площина розділяє тіло на дорсальну і вентральну частини;
- горизонтальна площина розділяє тіло на краніальну і каудальну частини.[1]

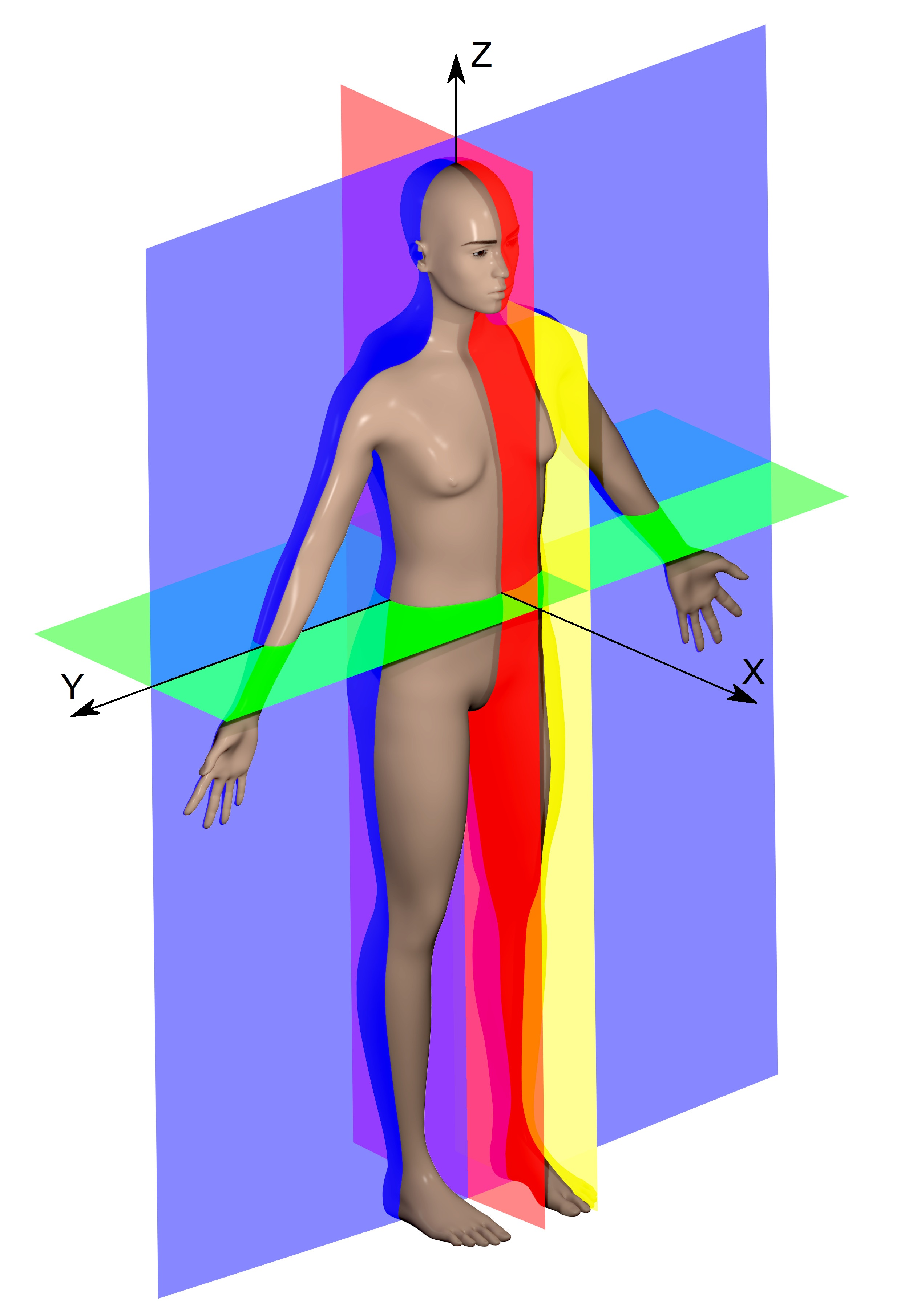
Головні анатомічні площини людського тіла: сагітальна (червоний), парасагітальна (жовтий), фронтальна (синій) і аксіальна (зелений)
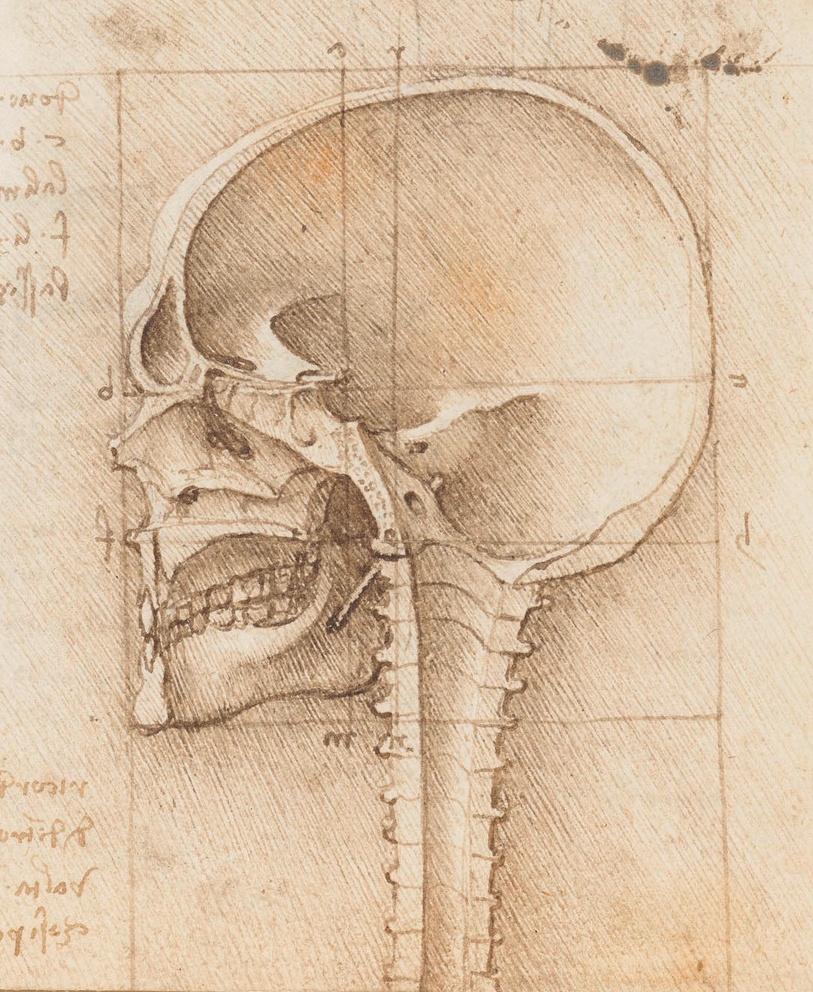
Медіально-сагітальний розріз людського черепа, Леонардо да Вінчі, 1489 р.

### Застосування в анатомії людини
Відношення тіла до головних площин проєкції важливо в таких системах медичної візуалізації, як комп'ютерна і магнітно-резонансна томографія, позитронно-емісійна томографія. У таких випадках тіло людини, що знаходиться в анатомічній стійці, умовно розміщується в тривимірну прямокутну систему координат. При цьому площина YX виявляється розташованою горизонтально, вісь Х розташовується в передньо-задньому напрямку, вісь Y йде з ліво на право або з права на ліво, а вісь Z направляється нагору і вниз, тобто уздовж тіла людини.
- Сагітальна площина, XZ, розділяє праву і ліву половини тіла. Окремим випадком сагітальної площини є серединна площина, вона проходить точно посередині тіла, розділяючи його на дві симетричні половини.
- Фронтальна площина, або корональна, YZ, також розташовується вертикально, перпендикулярно до сагітальної, вона відокремлює передню (вентральну) частина тіла від задньої (дорсальної) частини.
- Горизонтальна, аксіальна, або поперечна площина, XY, перпендикулярна двом першим і рівнобіжна поверхні землі, вона відокремлює вищележачі відділи тіла від нищележачих.

## Рухи
Терміном згинання, flexio, позначають рух одного з кісткових важелів навколо фронтальної осі, при якому кут між кістками, що зчленовуються, зменшується. Наприклад, коли людина сідає, при згинанні в колінному суглобі зменшується кут між стегном і гомілкою. Рух у протилежному напрямку, тобто, коли відбувається випрямлення кінцівки або тулуба, а кут між кістковими важелями збільшується, називається розгинанням, extensio.
Виключенням є гомілковостопний (надтаранний) суглоб, у якому розгинання супроводжується рухом пальців нагору, а при згинанні, наприклад, коли людина стає на кінчики пальців, пальці рухаються донизу. Тому згинання стопи називають також підошовним згинанням, а розгинання стопи позначають терміном тильне згинання.
Рухами навколо сагітальної осі є приведення, adductio, і відведення, abductio. Приведення — рух кісти в напрямку до серединної площини тіла або (для пальців) до осі кінцівки, відведення характеризує рух у протилежному напрямку. Наприклад, при відведенні плеча рука піднімається убік, а приведення пальців веде до їх змикання.
Під обертанням, rotatio, розуміють рух частини тіла або кісти навколо своєї поздовжньої осі. Наприклад, поворот голови відбувається завдяки обертанню шийного відділу хребта. Обертання кінцівок позначають також термінами пронація, pronatio, або обертання досередини, і супінація, supinatio, або обертання назовні. При пронації долоня вільно висячої верхньої кінцівки повертається дозаду, а при супінації — допереду. Пронація і супінація кисті здійснюються завдяки проксимальному і дистальному променево-ліктьовим суглобам. Нижня кінцівка обертається навколо своєї осі переважно за рахунок тазостегнового суглоба; пронація орієнтує носок стопи усередину, а супінація — назовні. Якщо при русі навколо всіх трьох осей кінець кінцівки описує окружність, такий рух називають круговим, circumductio.
Антероградним називають рух по ходу природного струму рідин і кишкового вмісту, рух же проти природного потоку називають ретроградним. Так, рух їжі з рота в шлунок антероградний, а при блювоті — ретроградний.

### Мнемонічнеправило запам'ятовування термінів

#### Супінація і пронація
Для запам'ятовування напрямку руху кисті руки при супінації і пронації звичайно використовують аналогію з фразою «Суп несу, суп пролив».
Навчаному пропонують витягнути руку вперед долонею нагору (уперед при висячій кінцівці) і уявити, що на руці він тримає тарілку супу — «Суп несу» — супінація. Потім він повертає руку долонею вниз (назад при вільно-висячій кінцівці) — «суп пролив» — пронація.

### Відео
- Канал "АнатомУкр" на YouTube(укр.)